# Cele 100 de cărți ale secolului după Le Monde
Cele 100 de cărți ale secolului (în franceză Les 100 livres du siècle) este un clasament al cărților considerate a fi cele mai bune 100 din secolul al XX-lea, realizat în primăvara anului 1999 în urma unui sondaj organizat de societatea franceză Fnac și ziarul parizian Le Monde.
Pornind de la o listă de 200 titluri creată de librari și jurnaliști, 17.000 de francezi au votat răspunzând la întrebarea, "Ce cărți v-au rămas în memorie?" (în franceză Quels livres sont restés dans votre mémoire?).
Lista titlurilor alese amestecă marile romane cu volumele de poezie și de teatru, precum și cu benzile desenate. Primele 50 de lucrări din listă au făcut obiectul unui eseu publicat de Frédéric Beigbeder, Ultimul inventar înainte de lichidare, în care el relevă în special caracterul francocentrist.

## Cele 100 de cărți ale secolului
| nr. | Titlu                                                   | Autor                          | An        |
| --- | ------------------------------------------------------- | ------------------------------ | --------- |
| 1   | Străinul                                                | Albert Camus                   | 1942      |
| 2   | În căutarea timpului pierdut                            | Marcel Proust                  | 1913–1927 |
| 3   | Procesul                                                | Franz Kafka                    | 1925      |
| 4   | Micul Prinț                                             | Antoine de Saint-Exupéry       | 1943      |
| 5   | Condiția umană                                          | André Malraux                  | 1933      |
| 6   | Călătorie la capătul nopții                             | Louis-Ferdinand Céline         | 1932      |
| 7   | Fructele mâniei                                         | John Steinbeck                 | 1939      |
| 8   | Pentru cine bat clopotele                               | Ernest Hemingway               | 1940      |
| 9   | Cărarea pierdută                                        | Alain-Fournier                 | 1913      |
| 10  | Spuma zilelor                                           | Boris Vian                     | 1947      |
| 11  | Al doilea sex                                           | Simone de Beauvoir             | 1949      |
| 12  | Așteptându-l pe Godot                                   | Samuel Beckett                 | 1952      |
| 13  | Ființa și neantul                                       | Jean-Paul Sartre []            | 1943      |
| 14  | Numele trandafirului                                    | Umberto Eco                    | 1980      |
| 15  | Arhipelagul Gulag                                       | Aleksandr Soljenițîn           | 1973      |
| 16  | Paroles fr                                              | Jacques Prévert                | 1946      |
| 17  | Alcooluri                                               | Guillaume Apollinaire          | 1913      |
| 18  | Le lotus bleu fr                                        | Hergé                          | 1936      |
| 19  | Jurnalul Annei Frank                                    | Anne Frank                     | 1947      |
| 20  | Tropice triste                                          | Claude Lévi-Strauss            | 1955      |
| 21  | Minunata lume nouă                                      | Aldous Huxley                  | 1932      |
| 22  | O mie nouă sute optzeci și patru                        | George Orwell                  | 1949      |
| 23  | Astérix le Gaulois fr                                   | René Goscinny și Albert Uderzo | 1959      |
| 24  | Cântăreața cheală                                       | Eugen Ionesco                  | 1952      |
| 25  | Trei eseuri despre teoria sexualității                  | Sigmund Freud                  | 1905      |
| 26  | Piatra filosofală                                       | Marguerite Yourcenar           | 1968      |
| 27  | Lolita                                                  | Vladimir Nabokov               | 1955      |
| 28  | Ulise                                                   | James Joyce                    | 1922      |
| 29  | Deșertul Tătarilor                                      | Dino Buzzati                   | 1940      |
| 30  | Falsificatorii de bani                                  | André Gide                     | 1925      |
| 31  | Husarul de pe acoperiș                                  | Jean Giono                     | 1951      |
| 32  | Belle du Seigneur fr                                    | Albert Cohen                   | 1968      |
| 33  | Un veac de singurătate                                  | Gabriel García Márquez         | 1967      |
| 34  | Zgomotul și furia                                       | William Faulkner               | 1929      |
| 35  | Thérèse Desqueyroux                                     | François Mauriac               | 1927      |
| 36  | Zazie în metrou                                         | Raymond Queneau                | 1959      |
| 37  | Verwirrung der Gefühle de                               | Stefan Zweig                   | 1927      |
| 38  | Pe aripile vântului                                     | Margaret Mitchell              | 1936      |
| 39  | Amantul doamnei Chatterley                              | D. H. Lawrence                 | 1928      |
| 40  | Muntele vrăjit                                          | Thomas Mann                    | 1924      |
| 41  | Bonjour, tristețe                                       | Françoise Sagan                | 1954      |
| 42  | Tăcerea mării                                           | Vercors                        | 1942      |
| 43  | La Vie mode d'emploi fr                                 | Georges Perec                  | 1978      |
| 44  | Câinele din Baskerville                                 | Arthur Conan Doyle             | 1901–1902 |
| 45  | Sub soarele lui Satan                                   | Georges Bernanos               | 1926      |
| 46  | Marele Gatsby                                           | F. Scott Fitzgerald            | 1925      |
| 47  | Gluma                                                   | Milan Kundera                  | 1967      |
| 48  | Disprețul                                               | Alberto Moravia                | 1954      |
| 49  | Cine l-a ucis pe Roger Ackroyd                          | Agatha Christie                | 1926      |
| 50  | Nadja                                                   | André Breton                   | 1928      |
| 51  | Aurélien                                                | Louis Aragon                   | 1944      |
| 52  | Pantoful de Satin                                       | Paul Claudel                   | 1929      |
| 53  | Șase personaje în cautarea unui autor                   | Luigi Pirandello               | 1921      |
| 54  | Ascensiunea lui Arturo Ui poate fi oprită               | Bertolt Brecht                 | 1959      |
| 55  | Vineri sau limburile Pacificului                        | Michel Tournier                | 1967      |
| 56  | Războiul lumilor                                        | H. G. Wells                    | 1898      |
| 57  | Mai este oare acesta un om?                             | Primo Levi                     | 1947      |
| 58  | Stăpânul inelelor                                       | J. R. R. Tolkien               | 1954–1955 |
| 59  | Cârceii de viță                                         | Sidonie-Gabrielle Colette      | 1908      |
| 60  | Capitala Durerii                                        | Paul Éluard                    | 1926      |
| 61  | Martin Eden                                             | Jack London                    | 1909      |
| 62  | La ballade de la mer salée fr                           | Hugo Pratt                     | 1967      |
| 63  | Gradul zero al scriiturii                               | Roland Barthes                 | 1953      |
| 64  | Onoarea pierdută a Katerinei Blum                       | Heinrich Böll                  | 1974      |
| 65  | Țărmul Syrtelor                                         | Julien Gracq                   | 1951      |
| 66  | Cuvintele și Lucrurile, o arheologie a științelor umane | Michel Foucault                | 1966      |
| 67  | Pe drum                                                 | Jack Kerouac                   | 1957      |
| 68  | Minunata călătorie a lui Nils Holgersson                | Selma Lagerlöf                 | 1906–1907 |
| 69  | O cameră separată                                       | Virginia Woolf                 | 1929      |
| 70  | Cronici marțiene                                        | Ray Bradbury                   | 1950      |
| 71  | Le Ravissement de Lol V. Stein fr                       | Marguerite Duras               | 1964      |
| 72  | Procesul verbal                                         | J. M. G. Le Clézio             | 1963      |
| 73  | Tropismes fr                                            | Nathalie Sarraute              | 1939      |
| 74  | Jurnal                                                  | Jules Renard                   | 1925      |
| 75  | Lord Jim                                                | Joseph Conrad                  | 1900      |
| 76  | Écrits fr                                               | Jacques Lacan                  | 1966      |
| 77  | Teatrul și dublul său                                   | Antonin Artaud                 | 1938      |
| 78  | Manhattan Transfer                                      | John Dos Passos                | 1925      |
| 79  | Ficțiuni                                                | Jorge Luis Borges              | 1944      |
| 80  | Moravagine fr                                           | Blaise Cendrars                | 1926      |
| 81  | Generalul armatei moarte                                | Ismail Kadare                  | 1963      |
| 82  | Alegerea Sofiei                                         | William Styron                 | 1979      |
| 83  | Romancero gitano                                        | Federico García Lorca          | 1928      |
| 84  | Pietr-le-Letton fr                                      | Georges Simenon                | 1931      |
| 85  | Maica Domnului a florilor                               | Jean Genet                     | 1944      |
| 86  | Omul fără însușiri                                      | Robert Musil                   | 1930–1932 |
| 87  | Fureur et mystère fr                                    | René Char                      | 1948      |
| 88  | De veghe în lanul de secară                             | J. D. Salinger                 | 1951      |
| 89  | Nici o orhidee pentru Miss Blandish                     | James Hadley Chase             | 1939      |
| 90  | Blake și Mortimer                                       | Edgar P. Jacobs                | 1950      |
| 91  | Însemnările lui Malte Laurids Brigge                    | Rainer Maria Rilke             | 1910      |
| 92  | Renunțarea                                              | Michel Butor                   | 1957      |
| 93  | Originile totalitarismului                              | Hannah Arendt                  | 1951      |
| 94  | Maestrul și Margareta                                   | Mihail Bulgakov                | 1967      |
| 95  | Trilogia: Sexus, Plexus, Nexus                          | Henry Miller                   | 1949–1960 |
| 96  | Somnul de veci                                          | Raymond Chandler               | 1939      |
| 97  | Repere pe mare                                          | Saint-John Perse               | 1957      |
| 98  | Gaston                                                  | André Franquin                 | 1957      |
| 99  | La poalele vulcanului                                   | Malcolm Lowry                  | 1947      |
| 100 | Copiii din miez de noapte                               | Salman Rushdie                 | 1981      |